# Cristina Martinez
Cristina Martinez est une musicienne américaine née le 8 octobre 1972, chanteuse et guitariste. Elle a tout d'abord joué comme guitariste dans Pussy Galore puis dans The Honeymoon Killers avant d'être la chanteuse et guitariste de Boss Hog. Dans le civil, elle s'appelle Cristina Spencer depuis son mariage avec Jon Spencer, guitariste principal de Boss Hog.

## Biographie

### Les débuts et la périodePussy Galore
Cristina Martinez, d'origine hispanique par son père, a passé son enfance à Washington, vivant chez sa grand-mère.
Adolescente passionnée de musique et plus particulièrement de punk, elle parcourt toutes les salles de concert de la capitale et traine dans le milieu underground. Lors d'un concert de Jesus and Mary Chain à Washington en 1985, elle rencontre par hasard Jon Spencer venu lui aussi assister à ce concert.
Au sujet de cette rencontre, elle dira plus tard : "J'étais venue pour demander aux membres du groupe (The Jesus and Mary Chain) si je pouvais prendre des photos d'eux pendant le concert. Je trainais backstage et j'ai alors vu un drôle de gars qui tournait et tournait sur une bicyclette. Ma première pensée a été "quel loser !". Je l'ai revu après le concert et on a commencé à parler. J'ai alors vu que derrière cette tête chevelue se cachait un esprit brillant et sensible. La semaine suivante, Jon emménageait chez moi et nous sommes toujours ensemble aujourd'hui."
Jon Spencer chantait et jouait alors de la guitare au sein de Pussy Galore. Avec les autres membres du groupe, ils en étaient arrivés à la conclusion que de rester à Washington ne les mènerait à rien, ils décidèrent donc d'aller à New York et emmenèrent avec eux Cristina.
À cette époque, Cristina ne se destinait pas à participer à Pussy Galore. Elle s'était inscrite aux cours d'été à l'université de New York mais elle arrêta rapidement pour devenir la troisième guitariste de Pussy Galore, alors qu'elle ne savait à peine en jouer.
La personnalité de Cristina ne tarda pas à créer de graves tensions au sein de Pussy Galore, principalement avec Julie Cafritz, seconde guitariste du groupe. Cristina racontera qu'"elles se battaient pour avoir l'attention de Jon. Julie par rapport au groupe et à la musique, moi pour des raisons sentimentales."
Cristina décida alors de quitter Pussy Galore et de rejoindre un nouveau groupe The Honeymoon Killers. Quelque temps après, Pussy Galore se sépara, pour d'obscures raisons financières, et Jon Spencer alla jouer dans plusieurs groupes sans trouver véritablement sa place.

### Boss Hog
En 1989 le couple décide de se produire pour la première fois sous le nom de Boss Hog, lorsqu'un groupe devant se produire au CBGB's se décommande une semaine avant son concert. Le concert, monté dans l'urgence, se passa étonnamment bien, et ce fut le début d'une certaine renommée dans le milieu underground, dû autant à la musique qu'au fait que Cristina, pour son tout premier concert en tant que chanteuse, avait décidé de se produire entièrement nue.
Elle rééditera cette performance lors des autres concerts de Boss Hog et posera nue aussi pour la pochette du premier extended play du groupe, Drinkin', Lechin' & Lyin', en 1989.
La carrière de Boss Hog et de Cristina sera définitivement lancée avec le premier album du groupe, en 1990, avec toutefois une évolution plus mainstream : en effet, si Cristina est toujours nue sur la pochette de Cold Hands, elle y pose assise, son pubis caché par sa jambe replié et sa poitrine cachée par ses cheveux. De la même façon, elle ne fera plus de concert entier totalement nue.
Cristina figure seule sur toutes les pochettes des enregistrements de Boss Hog, parfois nue intégralement, parfois nue mais cachée, parfois habillée de sous-vêtements, mais toujours très sensuelle.
Cristina et Spencer se sont mariés et un enfant est né de leur union. Ils sont devenus un couple phare de l'underground américain.
En 2000 elle publie en compagnie de son mari et de la musicienne Solex (en) un album baptisé Amsterdam Throwdown King Street Showdown,.
En 2016 un nouveau EP de Boss Hog est publié